# Niederbetschdorf

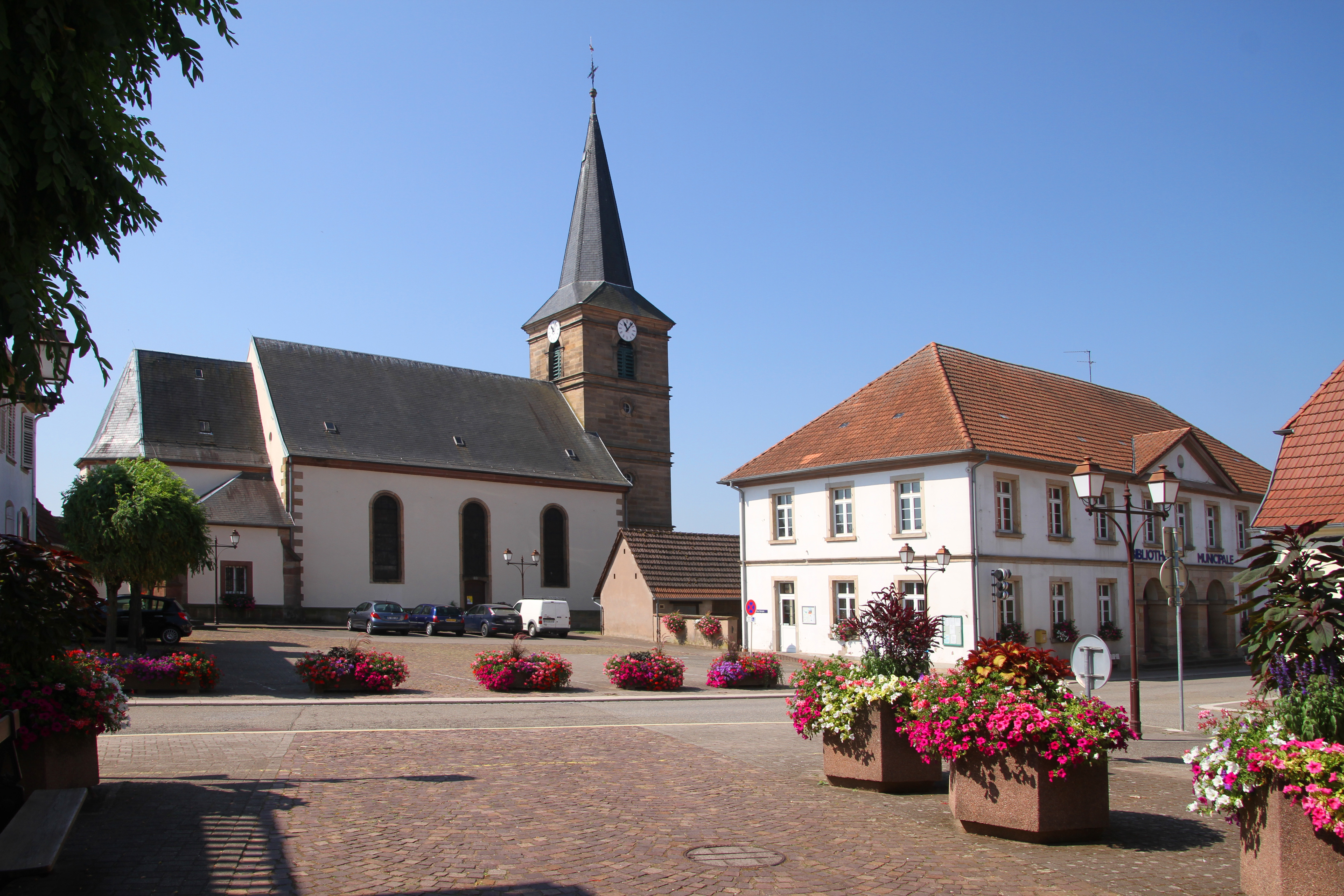
Mariä-Himmelfahrts-Kirche und Bibliothek

Niederbetschdorf ist heute ein Ortsteil von Betschdorf, einer Gemeinde im Département Bas-Rhin in der Europäischen Gebietskörperschaft Elsass und in der französischen Region Grand Est. Bis 1971 war Niederbetschdorf eine eigenständige Gemeinde.

## Geschichte

### Mittelalter
Das Dorf Niederbetschdorf gehörte zunächst zur Landgrafschaft Elsass und lag im Hattgau. 1332 kauften die Herren von Lichtenberg es zusammen mit einer Reihe weiterer Dörfer und Rechte. Es war ein Reichslehen, das sie dem Amt Hatten (auch: Hattgau) zuordneten. Das Amt Hatten bildete sich im 14. Jahrhundert heraus und war ein Amt der Herrschaft Lichtenberg, ab 1480 der Grafschaft Hanau-Lichtenberg, von der es 1736 auf die Landgrafschaft Hessen-Darmstadt überging.
Durch die Heirat entstand die Grafschaft Hanau-Lichtenberg: Anna von Lichtenberg (* 1442; † 1474) heiratete 1458 den Grafen Philipp I. den Älteren von Hanau-Babenhausen (* 1417; † 1480). Er hatte eine kleine Sekundogenitur aus dem Bestand der Grafschaft Hanau erhalten, um sie heiraten zu können. Nach dem Tod des letzten männlichen Lichtenbergers, Graf Jakob, eines Onkels von Anna, erhielt Philipp I. d. Ä. 1480 die Hälfte der Herrschaft Lichtenberg. Dazu zählte auch das Amt Hatten und mit ihm Niederbetschdorf.

### Neuzeit
Graf Philipp IV. von Hanau-Lichtenberg (1514–1590) führte nach seinem Regierungsantritt 1538 die Reformation in seiner Grafschaft konsequent durch, die nun lutherisch wurde.
Durch die Reunionspolitik Frankreichs fielen um 1680 die im Elsass gelegenen Teile der Grafschaft Hanau-Lichtenberg unter die Oberhoheit Frankreichs, so auch das Amt Hatten und Niederbetschdorf.
1736 starb mit Graf Johann Reinhard III. der letzte männliche Vertreter des Hauses Hanau. Aufgrund der Ehe seiner einzigen Tochter, Charlotte (* 1700; † 1726), mit dem Erbprinzen Ludwig (VIII.) (* 1691; † 1768) von Hessen-Darmstadt fiel die Grafschaft Hanau-Lichtenberg nach dort.
1760 wurde die Kirche des Ortes neu gebaut, wobei vom Vorgängerbau nur der gotische Chor erhalten blieb.
Als Folge der Französischen Revolution fiel der linksrheinische Teil der Grafschaft Hanau-Lichtenberg – und damit auch Niederbetschdorf – an Frankreich. 1798 hatte das Dorf 100 Einwohner.